# Nikola Mašić
Nikola Mašić (Otočac, 28. studenog 1852. – Zagreb, 4. lipnja 1902.), hrvatski slikar srpske narodnosti.
Studirao je slikarstvo u Beču, Münchenu i Parizu, te putovao Italijom (Napulj, Pompeji, Herculanum). U Zagrebu je od 1884. godine bio profesor crtanja, a od 1894. do smrti ravnatelj Strossmayerove galerije. Njegovo slikarstvo može se okarakterizirati kao idilični akademizam, a glavni motivi su seoske, uglavnom posavske idile i studije običnih ljudi, najčešće žitelja Like i Posavine. Zajedno s J. Vancašem napisao je knjigu o đakovačkoj katedrali. 